# Chispa (historieta)
Chispa es una serie de historietas creada por Vicente Ramos y publicada entre 1953 y finales de la década de 1970, la más popular de su autor.

## Trayectoria editorial
Chispa se publicó por primera vez en el suplemento "La hora del recreo" del diario Levante, alcanzado enseguida un éxito tal que el suplemento pasó a ser conocido a nivel popular como "el Chispa".
Tras el cierre del suplemento, Chispa continuó publicándose en un diario canario hasta finales de los años setenta.

## Argumento y personajes
Chispa, el protagonista, es un adolescente que se dedica a la venta callejera de periódicos, pero corre también grandiosas aventuras a todo lo ancho del mundo.